# Себастьяни, Серджо
Серджо Себастьяни (итал. Sergio Sebastiani; 11 апреля 1931, Монтемонако, королевство Италия — 16 января 2024, Рим, Италия) — итальянский куриальный кардинал и ватиканский дипломат. Титулярный архиепископ Кесарии Мавританской с 27 сентября 1976 по 21 февраля 2001. Апостольский пронунций на Мадагаскаре и Маврикии, а также апостольский делегат на Коморских Островах с 27 сентября 1976 по 8 января 1985. Апостольский нунций в Турции с 8 января 1985 по 16 ноября 1994. Председатель Префектуры экономических дел Святого Престола с 3 ноября 1997 по 12 апреля 2008. Кардинал-дьякон с титулярной диаконией Сант-Эустакьо с 21 февраля 2001 по 21 февраля 2011. Кардинал-священник с титулом церкви pro hac vice Сант-Эустакьо c 21 февраля 2011.

## Образование и священство
Себастьяни родился 11 апреля 1931 года, в Монтемонако, королевство Италия. Он учился в епископской семинарии Асколи-Пичено, а позднее в архиепископской семинарии Фермо. Далее он продолжил своё обучение в Папском Григорианском университете в Риме, где он заработал свой лиценциат в богословии и в Папском Латеранском университете, где ему была предоставлена докторантура в каноническом праве.
Себастьяни был рукоположён 15 июля 1956 года.

## На дипломатической службе Святого Престола
Отец Себастьяни был секретарём апостольской нунциатуры в Перу в 1960—1962 годах, апостольской нунциатуры в Бразилии в 1962—1966 годах. Аудитор в нунциатуре в Чили в 1966—1967 годах. Отозван в Ватикан как секретарь кардиналов Амлето Джованни Чиконьяни и Жана Вийо — Государственных секретарей Святого Престола, а позднее глава секретариата заместителя Государственного секретаря Святого Престола по общим вопросам в 1967—1974 годах. Советник апостольской нунциатуры во Франции со специальными делами при Совете Европы в 1974—1976 годах. Почётный прелат Его Святейшества с 30 апреля 1974 года.

## Ватиканский дипломат
27 сентября 1976 года утвержден титулярным архиепископом Кесарии Мавританской и назначен апостольским пронунцием на Мадагаскаре и Маврикии, апостольским делегатом на Коморских Островах.
Хиротонисан 30 октября 1976 года, в соборе Святого Петра, кардиналом Жаном Вийо — Государственным секретарём Святого Престола, которому сослужили Дурайсами Симон Лурдусами — бывший архиепископ Бангалора, секретарь Священной Конгрегации евангелизации народов и Клето Белуччи — архиепископ Фермо. Апостольский нунций в Турции с 8 января 1985 года. Генеральный секретарь Совета Президиума Центрального Комитета Великого Юбилея 2000 года, с 16 ноября 1994 года.

## На службе в Римской курии
3 ноября 1997 года папой Иоанном Павлом II был назначен председателем Префектуры экономических дел Святого Престола, части правительства Ватикана, ответственной за наблюдением и управлением временным имуществом Ватикана. Он служил на этом посту (с юридически требуемым прерыванием в период Sede Vacante 2005 года) до своей отставки 12 апреля 2008 года. Папа римский Бенедикт XVI назвал Велазио Де Паолиса преемником Себастьяни.

## Кардинал
Серджо Себастьяни был возведен в кардиналы-дьяконы с титулярной диаконией Сант-Эустакьо в 2001 году, и был одним из кардиналов-выборщиков, которые участвовали в Папском Конклаве 2005 года, который избрал папу римского Бенедикта XVI.
21 февраля 2011 года возведён в кардиналы-священники с титулом церкви pro hac vice Сант-Эустакьо.
11 апреля 2011 года кардиналу Себастьяни исполнилось 80 лет и он потерял право на участие в Конклавах.
Скончался 16 января 2024 года на 93-м году жизни.